# Daniel Yeboah
Daniel Yeboah (Dabou, 13 de novembro de 1984) é um futebolista profissional da Costa do Marfim, goleiro, milita no ASEC Mimosas.

## Carreira
Yeboah integrou o elenco da Seleção Marfinense de Futebol, na Copa do Mundo de 2010, como terceiro goleiro.

## Títulos
Costa do Marfim
- Campeonato Africano das Nações: 2012 - 2º Lugar